# Domní d'Antioquia
Domní d'Antioquia (Domninus) fou bisbe d'Antioquia i historiador, esmentat sovint a la crònica de Joan Maleles com a origen d'algunes informacions estretes segurament d'una història del món fins al temps de Justinià I, obra que s'ha perdut.